# Speocera feminina
Speocera feminina är en spindelart som först beskrevs av Machado 1951.  Speocera feminina ingår i släktet Speocera och familjen Ochyroceratidae.
Artens utbredningsområde är Angola. Inga underarter finns listade i Catalogue of Life.